# Karlsborg (comuna)
Karlsborg ou Carlosburgo (em sueco: Karlsborgs kommun) é uma comuna da Suécia localizada no condado da Västra Götaland. Sua capital é a cidade de Karlsborg. Possui 406 quilômetros quadrados e segundo censo de 2018, havia 6 941.